# بلاگویه براتیچ
بلاگویه براتیچ (انگلیسی: Blagoje Bratić؛ ۱ مارس ۱۹۴۶ – ۳۱ ژوئیهٔ ۲۰۰۸) بازیکن سابق یوگسلاو و مربی فوتبال اهل بوسنی و هرزگوین بود.
از باشگاه‌هایی که در آن بازی کرده‌است می‌توان به باشگاه فوتبال ژلیزنیچار سارایوو اشاره کرد.
وی همچنین در تیم ملی فوتبال یوگسلاوی بازی کرده‌است.